# Barcaldine Region
Barcaldine Region är en kommun i Australien. Den ligger i delstaten Queensland, omkring 910 kilometer nordväst om delstatshuvudstaden Brisbane. Antalet invånare var 2 865 vid folkräkningen 2016.
Följande samhällen finns i Barcaldine:
- Barcaldine
- Alpha
- Aramac

Omgivningarna runt Barcaldine är i huvudsak ett öppet busklandskap. Trakten runt Barcaldine är nära nog obefolkad, med mindre än två invånare per kvadratkilometer. Genomsnittlig årsnederbörd är 521 millimeter. Den regnigaste månaden är februari, med i genomsnitt 134 mm nederbörd, och den torraste är april, med 5 mm nederbörd.